# Macropoides cribricollis
Macropoides cribricollis är en skalbaggsart som beskrevs av Ohaus 1934. Macropoides cribricollis ingår i släktet Macropoides och familjen Rutelidae. Inga underarter finns listade i Catalogue of Life.